# Cyanopepla orbona
Cyanopepla orbona là một loài bướm đêm thuộc phân họ Arctiinae, họ Erebidae.